# Jakob Ingebrigtsen
Jakob Ingebrigtsen   (Sandnes, Noruega, 19 de setembre de 2000) és un atleta noruec, especialitzat en les proves de 1500 metres i 5000 metres. Ha participat en 2 Olimpíades, guanyant dues medalles d'or, 1 en la prova dels 1500m a Tòquio 2020 i l'altre als 5.000m a París 2024. A més, ha guanyat 4 medalles (2 d'or) en els Campionats del Món i 6 medalles d'or en els Campionats d'Europa.

### Inicis
Ingebrigtsen va néixer en una família de corredors. Els seus germans Filip Ingebrigtsen i Henrik Ingebrigtsen també van guanyar medalles i participar en Jocs Olímpics en la prova de 1500m. Tots tres estaven entrenats pel seu pare Gjert Ingebrigtsen.
El 2016 es va donar a conèixer internacionalment quan, amb només 15 anys, va batre el rècord del món sub-16 de 1500m amb una marca de 3:42.44. I l'any següent es va convertir en l'atleta més jove en aconseguir baixar dels 4 minuts en la prova de la milla. El 2017 també va aconseguir trencar el rècord europeu sub-20 de 3000 metres obstacles (que portava 41 anys vigent), va guanyar 2 medalles d'or en les proves de 5000m i 3000m obstacles del Campionat Europeu sub-20 i va participar per primera vegada en el Campionat del Món de Londres 2017.

### Primers èxits internacionals 2018-2019
El 2018 participava en el seu primer Campionat d'Europa sènior i guanyava la medalla d'or en la prova dels 1500m i en els 5000m, amb un temps de 13:17.06, el què significava el rècord europeu sub-20. Això el convertia, amb només 17 anys, en el primer atleta que aconseguir dues medalles d'or en la mateixa edició, per primera vegada a la història. El 2019 també va començar amb grans èxits. El febrer aconseguia el rècord del món sub-20 en la prova de 1.500m en pista coberta, amb un temps de 3:36.02 i al Campionat d'Europa en pista coberta celebrat a Glasgow, va guanyar la medalla de plata en la prova dels 1500m i va aconseguir la medalla d'or en la prova dels 3000m, sent l'atleta més jove de tota la història del campionat en guanyar una prova. Amb només 18 anys, va participar en 2 proves del Campionat del Món de Doha 2019. En la final dels 1500m va quedar en 4a posició a poques centèsimes del seu primer podi en un mundial, mentre que en la final dels 5000m, va quedar en 5a posició

### Hegemonia sobre la pista 2020 - 2023
El 14 d'agost de 2020, poques setmanes després de l'aturada per la pandèmia del Covid-19, Ingebrigtsen va aconseguir el rècord d'Europa absolut en la prova de 1500m, amb un temps de 3:28.68 i superant la marca que fins aleshores tenia el britànic Mo Farah.
El 2021 començava amb un doblet de medalles d'or en les proves de 1500m i 3000m en el Campionat d'Europa en pista coberta celebrat a Torun. El mes de juny, durant la trobada de Florència de la Diamond League, aconseguia batre el rècord europeu de 5000m amb un temps de 12:48.45, trencant el rècord anterior de 21 anys de vigència, que tenia el belga Mohammed Mourhit. El 7 d'agost de 2021, amb només 20 anys, aconseguia la seva primera medalla d'or olímpica, guanyant la prova dels 1500m amb un temps de 3:28.32, el què suposava el rècord europeu i el rècord olímpic.
El 17 de febrer de 2022, aconseguia el seu primer rècord mundial sènior, de 1500m en pista coberta, amb una marca de 3:30.60. Un mes després guanyava la medalla de plata de 1500m en el Campionat del Món en pista coberta, celebrat a Belgrad. En el Campionat del Món d'Eugene, tot i ser el gran favorit per guanyar la prova dels 1500m, va acabar quedant segon, per darrere del britànic Jake Wightman. Tot i aquesta derrota, va obtenir la seva primera medalla d'or en un mundial, en la prova dels 5000m. El mes d'agost tornava a fer el doblet de medalles d'or en el Campionat d'Europa celebrat a Múnic, en les proves de 1500m i 5000m. Per tancar l'any, es coronava a Zúric guanyant per primera vegada la Diamond League en la prova dels 1500m.
El 2023 va aconseguir de nou el doblet de medalles d'or en les proves de 1500m i 3000m en el Campionat d'Europa en pista coberta celebrat a Istanbul. En el Campionat del Món de Budapest, Jakob va tornar a guanyar la medalla d'or en la prova dels 5000m, arrabassant-li la victòria a la línia de meta a l'atleta nacionalitzat espanyol, Mohamed Katir. Tot i així, se li va escapar de nou la victòria en la prova dels 1500m, on va guanyar la medalla de plata per darrere de l'escocès Josh Kerr. El mes de novembre anunciava una lesió que li faria perdre per primera vegada des del 2015, el Campionat Europeu de Cross.

### 2024: Primer or olímpic en els 5.000
El 2024 el va iniciar amb la mateixa lesió que li va impedir disputar la temporada de pista coberta, inclòs el Mundial en Pista Coberta de Glasgow. A nivell personal, l'abril de 2024, la fiscalia noruega acusava i feia detenir el pare de l'atleta, Gjert Ingebrigtsen, per un suposat delicte d'agressions físiques a un dels seus 7 fills. Tot i això, en el Campionat d'Europa de Roma tornava a guanyar un doblet històric per 3a vegada consecutiva en la prova dels 1.500m, amb un temps Rècord del Campionat de 3:31.95 minuts i en la prova dels 5.000m amb un temps de 13:20.11 minuts. El 25 de juny de 2024 anunciava el naixement de la seva primera filla. Pocs dies abans dels Jocs, aconseguia batre la seva marca personal i el rècord d'Europa en la prova dels 1.500m, amb un temps de 3:26.73, en la cita de Mònaco de la Diamond League.
En els Jocs Olímpics de París, Ingebrigtsen no va poder repetir la medalla en la prova dels 1.500m i va quedar en 4a posició en una final molt ajustada que va guanyar l'estatunidenc Cole Hocker. Tot i així, aconseguia guanyar per primera vegada la medalla d'or en la prova dels 5.000m, amb un temps de 13:13.66 minuts. El 15 de setembre, corria la seva primera mitja marató a Copenhaguen, tot i que amb un resultat molt discret, només aconseguia quedar en el lloc 34.
El 2025 va començar superant dos rècords del món en una mateixa prova a Liévin, amb una marca de 3:29.63 minuts en els 1.500m en pista coberta i un temps de 3:45.14 en la prova de la milla en pista coberta.

## Marques personals
| Disciplina          | Marca          | Seu       | Data                 |
| ------------------- | -------------- | --------- | -------------------- |
| 800m llisos         | 1:46.44        | Oslo      | 30 juny 2020         |
| 1500m llisos        | 3:26.73 AR, NR | Mònaco    | 12 juliol 2024       |
| 5000m llisos        | 12:48.45 NR    | Florència | 10 juny 2021         |
| 3000m obstacles     | 8:26.81 NU20R  | Kortrijk  | 8 juliol 2017        |
| 10000m llisos       | 27:54          | Hole      | 19 octubre 2019      |
| 1500m pista coberta | 3:29.63 WR     | Liévin    | 13 de febrer de 2025 |
| 3000m pista coberta | 7:40.32 NR     | Istanbul  | 5 març 2023          |
| Milla pista coberta | 3:45.14 WR     | Liévin    | 13 de febrer de 2025 |

## Trajectòria professional
| Jocs Olímpics      | Jocs Olímpics | Jocs Olímpics | Jocs Olímpics   |
| Any                | Seu           | Posició       | Prova           |
| ------------------ | ------------- | ------------- | --------------- |
| 2020               | Tòquio        | 1             | 1500m           |
| 2024               | París         | 4a posició    | 1500m           |
| 2024               | París         | 1             | 5000m           |
| Campionat del Món  |               |               |                 |
| 2017               | Londres       | 27a posició   | 3000m obstacles |
| 2019               | Doha          | 4a posició    | 1500m           |
| 2019               | Doha          | 5a posició    | 5000m           |
| 2022               | Eugene        | 2             | 1500m           |
| 2022               | Eugene        | 1             | 5000m           |
| 2023               | Budapest      | 2             | 1500m           |
| 2023               | Budapest      | 1             | 5000m           |
| Campionat d'Europa |               |               |                 |
| 2018               | Berlín        | 1             | 1500m           |
| 2018               | Berlín        | 1             | 5000m           |
| 2022               | Múnic         | 1             | 1500m           |
| 2022               | Múnic         | 1             | 5000m           |
| 2024               | Roma          | 1             | 1500m           |
| 2024               | Roma          | 1             | 5000m           |